# Saméon

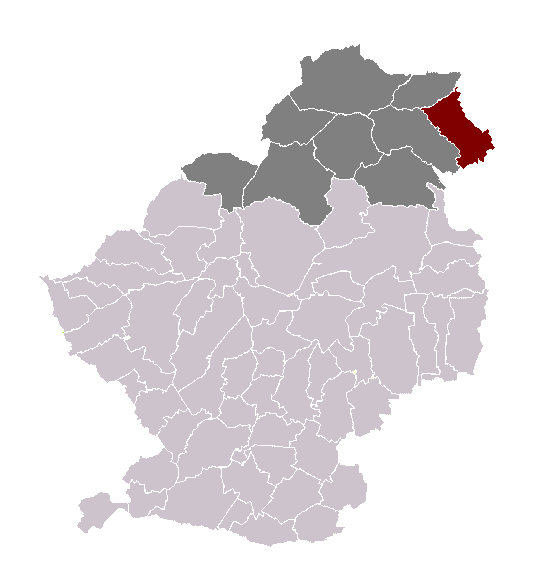
Ubicació de Saméon dins del cantó i el districte

Saméon és un municipi francès al departament del Nord (regió dels Alts de França) que l'any 2006 tenia 2.440 habitants. Limita al nord-est amb Rumegies, a l'est amb Lecelles, al sud-est amb Rosult, al sud-oest amb Landas i al nord-oest amb Aix.
| 1962                                       | 1968  | 1975  | 1982  | 1990  | 1999  | 2006  |
| ------------------------------------------ | ----- | ----- | ----- | ----- | ----- | ----- |
| 1.113                                      | 1.088 | 1.046 | 1.175 | 1.264 | 1.373 | 1.463 |
| Des de 1962: població sense dobles comptes |       |       |       |       |       |       |

| Període | Identitat     | Partit |
| ------- | ------------- | ------ |
| 2001-   | Yves Lefebvre |        |